# Mine de Lingaraj
La mine de Lingaraj est une mine à ciel ouvert de charbon située en Inde.